# Andrelândia
Andrelândia es un municipio brasileño en el interior del estado de Minas Gerais. Perteneciente a Mesorregión del Sur/Sudoeste de Minas y microrregión de mismo nombre, se localiza al sur de la capital del estado, distando de esta cerca de 299 kilómetros. Ocupa un área de 221,049 km² y su población, en 2010, fue contada en 12 146 habitantes, siendo así el 294º más poblado del estado de Minas Gerais y el segundo de su microrregión. 
Su área es de 1 004,536 km², siendo que 2,2754 km² están en perímetro urbano. Fue fundada el 20 de julio de 1868, con el nombre de Villa Bella del Turvo, constituida por cinco distritos: Turvo, Arantes, Buen Jardín, Madre de Deus del Río Grande y San Vicente Ferrer. Sin embargo, a lo largo de los años, se levantaron todos a la categoría de ciudades, restando en Andrelândia apenas la sede, su único distrito. También, con el pasar del tiempo, fueron varios los cambios de nombres. Desde la ley estatal nº 1160, del 19 de septiembre de 1930 permanece su denominación actual.
La sede tiene una temperatura media anual de 23,15 °C y la vegetación del municipio es una mezcla de mata atlántica y cerrado. En relación a la flota automovilística, en 2009 fueron contabilizados 2 414 vehículos en Andrelândia. Con una tasa de urbanización de la orden de 77,64%, el municipio contaba en 2008 con siete establecimientos de salud. Su Índice de Desarrollo Humano (IDH) es de 0,733, considerando así como medio en relación al estado de Minas Gerais.
Hoy la ciudad tiene gran tradición en su turismo. Muchos de sus antiguos caserones son considerados patrimonio histórico municipal. Otros puntos destacados son las fiestas religiosas, como la Fiesta de San Sebastián, Juerga de Reyes, la Semana Santa, la Fiesta de San Benito, Corpus Christi y la Fiesta de su patrona, Nuestra Señora del Puerto, en agosto; además de su artesanía, que es una de las formas más espontáneas de la expresión cultural andrelandense. En muchas partes de la ciudad es posible encontrar una producción artesanal diferenciada, realizada con materias primas regionales y creada de acuerdo con la cultura y el modo de vida local.

## Etimología
Al ser elevado a la categoría de villa pasó a denominarse Villa Bella del Turvo, su primer nombre, por la ley provincial nº 1191, del 27 de julio de 1864. Fue elevado a la condición de ciudad llamándose Turvo el 20 de julio de 1868. Dos años después, por la ley provincial nº 1644, del 13 de septiembre, el municipio de Turvo pasó a denominarse Puerto del Turvo. Por la ley estatal nº 2, del 14 de septiembre de 1891, el municipio de Puerto del Turvo volvió a denominarse Turvo. Ya por la ley estatal nº 556, del 30 de agosto de 1911, entonces distrito de Nuestra Señora de la Piedad del Río Grande (perteneciente a Andrelândia) pasó a denominarse Arantes.
A partir de la ley estatal nº 1160, del 19 de septiembre de 1930, el municipio de Turvo pasó a llamarse Andrelândia, que prevalece actualmente. Su toponímio es en homenaje al agricultor André da Silveira, que fue uno de los primeros a instalarse en la región, cuya preocupação fue en establecer un local de culto para el desarrollo de la ciudad y de su población, que culminó en el actual municipio de Andrelândia.

## Historia

### Colonización y desarrollo

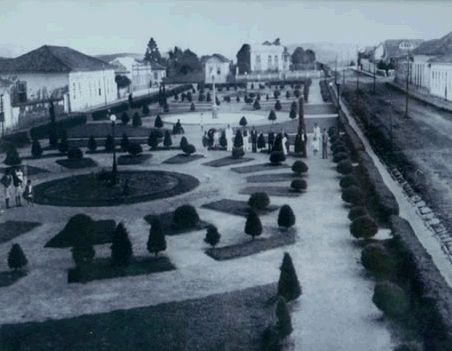
Plaza Vizconde de Arantes en 1927.

El inicio de la colonización de la región del actual municipio de Andrelândia fue consecuencia de la explotación del oro en el Sur del estado de Minas Gerais. A mediados del siglo XVIII la región donde hoy está el municipio ya se encontraba totalmente poblada por aventureros que se dirigieron a la región en la búsqueda de riquezas.
Alrededor de 1740 el afluencia poblacional en la región aumentó considerablemente. Muchos eran los que demarcaban una extensión de tierras desocupadas y fijábanse, cuidando más tarde de la legalización de la posesión a través de la concesión de carta de parcela, que era dada por el Gobernador de la Capitanía. La región del "Congonhal", que se extiende por una gran área de tierras fértiles en el margen derecha del Río Turvo Grande y que recibió tal denominación en virtud de la abundancia de las árboles, fue una de las áreas más pobladas.
En el año de 1749, sintiendo necesidad de asistencia religiosa, el agricultor André da Silveira dirigió al Obispo de Mariana una solicitud de autorización para se construir en el lugar denominado Turvo Pequeño una iglesia dedicada a a Nuestra Señora del Puerto. Atendido por la autoridad eclesiástica, la capilla fue construida, recibiendo la bendición católica en el año de 1755. Alrededor del pequeño templo muchas casas fueron siendo construidas, y luego se formó el Pueblo del Turvo, primitiva denominación de la localidad. A partir de la construcción de la capilla, en 1827 el pueblo del Turvo ya estaba en condiciones de ser elevado a la parroquia, el que de hecho ocurrió, teniendo, a partir de ahí, un crecimiento progresivo, hasta ser transformada en villa en el año de 1864, por la ley nº 1.191 del 27 de julio de este año.

### Desarrollo étnico
En el aspecto étnico, la población andrelandense no sufrió mucha mestizaje. Gran parte del municipio es de ascendencia portuguesa, a través de los primeros habitantes que vinieron junto con los exploradores paulistas y fundaron las antiguas haciendas, los primeros núcleos habitacionales, de los cuales nació la ciudad. La tribu indígena más próxima fue encontrada más al sur minero, en la región que permeaba las naciente de los ríos Verde y Baependi, próxima a la Sierra del Papagayo, alrededor del año de 1700. Pero fue apenas entre los siglos XIX y XX que comenzaron a llegar los primeros extranjeros en Andrelândia, en a su mayoría, libaneses que venían para el Brasil en busca de riqueza. Además de los extranjeros que llegaron e integraron la población andrelandense, muchas otras familias, oriundas de otras ciudades y regiones de Brasil, también se sintieron atraídas por las riquezas del lugar. De la Italia vinieron las familias D'Alessandro y Rivelli; de España, Laredo, Casas Martins, y Garrido y, de Portugal, Gaspar y Pereira. Casi todos, motivados por la construcción de la Vía de Ferrocarril Oeste de Minas, inaugurada el día 14 de junio de 1914, o tentados en progresar con los beneficios advindos de su funcionamiento.
Existía en la ciudad un grupo de personas, aunque pequeño, especialmente de origen europea, que frecuentaba el comercio andrelandense del inicio del siglo XX y que, conforme atestam los más antiguos, fueron los primeros buhoneros del actual municipio. Aquel pueblo habitaba una región no muy distante de la sede del municipio, llamada Congonhal, próxima a la Sierra de la Bandera. A ese tipo pertenecen las Congonheiras, así denominadas porque eran residentes en un barrio rural próximo - el Congonhal. Recorrían la ciudad vendendo a cosecha de su pequeña plantación. Eran conocidos también por no aceptaren los empleos que les ofrecían. Los Congonheiros también existen, y en número muy mayor, solo que se diversificaron bastante su modo de vida: perdieron la distinción que los marginalizaba y muchos se cambiaron para la ciudad. Se casaron con otras familias, aprendieron y se dedican a los más variados oficios y profesiones.

### Evolución administrativa
Para elevar a condición de municipio, le faltaba un detalle. Según la legislación vigente, esto solo podría acontecer si la población fundase, con sus propios recursos, el edificio de la cadena pública y la cámara municipal. Entonces, con la colaboración de Antônio Belfort de Arantes y su hijo, Antônio Belfort Ribeiro de Arantes, las obras pudieron ser realizadas y la pequeña villa fue elevada a categoría de municipio el 21 de octubre de 1866. El 20 de julio de 1868 ocurrió oficialmente la emancipación de Andrelândia, con la denominación de Turvo, por la ley provincial nº 1518.
Bajo la ley estatal nº 2 del 14 de septiembre de 1891 fue creado el distrito de Nuestra Señora de la Piedad del Río Grande y adosado al entonces municipio de Turvo. Por la ley estatal nº 556, del 30 de agosto de 1911, el distrito de Nuestra Señora de la Piedad del Río Grande pasó a denominarse Arantes, teniendo entonces cinco distritos: Turvo, Arantes, Buen Jardín, Madre de Deus del Río
Grande y San Vicente Ferrer. Por la ley estatal nº 843, del 7 de septiembre de 1923, el distrito de Madre de Deus del Río Grande pasó a denominarse Cianita y Señor del Bom Jesus del Jardín a llamarse Buen Jardín. Por el decreto de ley estatal nº 148, del 17 de diciembre de 1938, desmiembra de Andrelândia el distrito de San Vicente Ferrer, elevado a categoría de municipio bajo la denominación de Francisco Sales. Bajo la misma ley se separó del municipio de Andrelândia el distrito de Buen Jardín de Minas, llevado a municipio con el mismo nombre. Por la ley nº 1039, del 12 de diciembre de 1953, se desmiembraron los distritos de Arantes y Cianita, elevados a categoría de municipios con las denominaciones, respectivamente de Piedad del Río Grande y Madre de Deus de Minas, permaneciendo hasta hoy solamente la Sede.

### Crecimiento económico

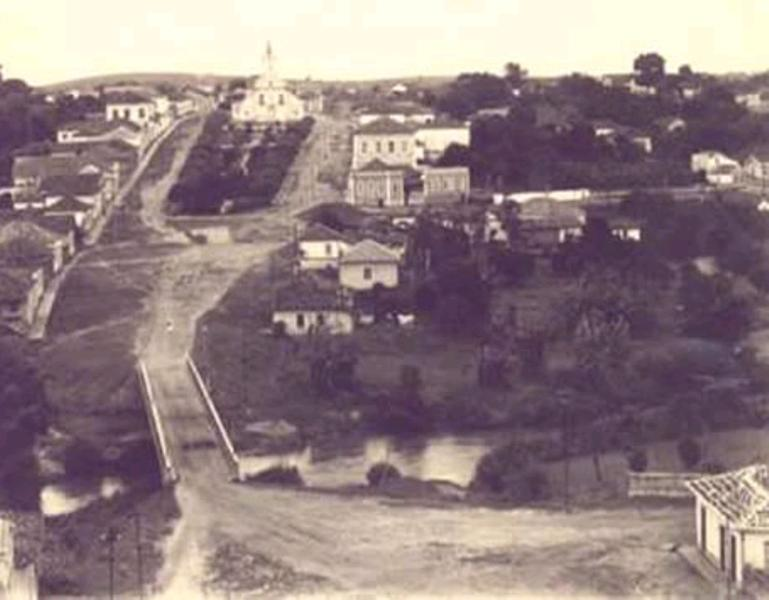
Andrelândia en 1930.

En 1982 el IBGE apuró la existencia de 71 establecimientos comerciales en el municipio. Un número bastante considerable para una ciudad de baja salario y por esto, de bajo consumo. Considerando el impulso de las tres primeras décadas del siglo XX, la ciudad perdió en actividad productiva y circulación monetária, tanto en la zona urbana como en la rural. El que ocurrió fue el éxodo rural, consecuentemente, disminuyendo la mano de obra que es muy difícil en esta región tan accidentada y de difícil manejo. Con el bajo valor de la producción y el alto precio de semillas e insumos, consecuencia natural de una política gubernamental que no se interesaba por el pequeño productor, el hombre del campo se vio forzado a abandonar su labor y a procurar los grandes centros urbanos, donde, esperaba encontrar algún tipo de trabajo para se mantener, o terminar aumentando el índice de desempleados, subempleados, habitantes de villas miserias, hambrientos e incluso de los marginales.
Otro acontecimiento que marcó y también se refleja en la historia de la economía municipal es el hecho de tener desaparecido, sin ninguna explicación plausible, muchas industrias instaladas en el final del siglo XIX y primera mitad del siglo XX. Sin embargo, el movimiento comercial andrelandense viene se desarrollando bastante sobre todo desde el inicio de la década de 1990, que significó un señal visible del crecimiento económico y de la modernización de la ciudad.

### Historia reciente
Con el crecimiento de Andrelândia y de las ciudades cercanas, fue creada la Microrregión de Andrelândia, que incluye, además del municipio, a doce ciudades: Aiuruoca, Arantina, Bocaina de Minas, Buen Jardín de Minas, Carvalhos, Cruzília, Liberdade, Minduri, Passa Vinte, San Vicente de Minas, Seritinga y Serranos. En 2006 contaba con una población de 75.631 habitantes, según estimaciones realizadas por el Instituto Brasilero de Geografía y Estadística, repartidos en una superficie de 5.034,106 km². Su Índice de desarrollo humano (IDH) fue de 0,740 y el PIB per capita de R$ 3.796,46 en 2003. Está ubicado en la Mesorregión del Sur y Sudoeste de Minas.
Actualmente, el municipio viene incrementando el turismo. Muchas de sus mansiones fueron construidas en los siglos XVII y XVIII y se convirtieron en el patrimonio histórico de la ciudad. Muchas plazas e iglesias, incluso conservan el estilo barroco de la época del descubrimiento de la región. Asimismo, Andrelândia está desarrollando también su turismo rural. Los principales atractivos son las antiguas haciendas, muchas del siglo XVIII.

## Geografía

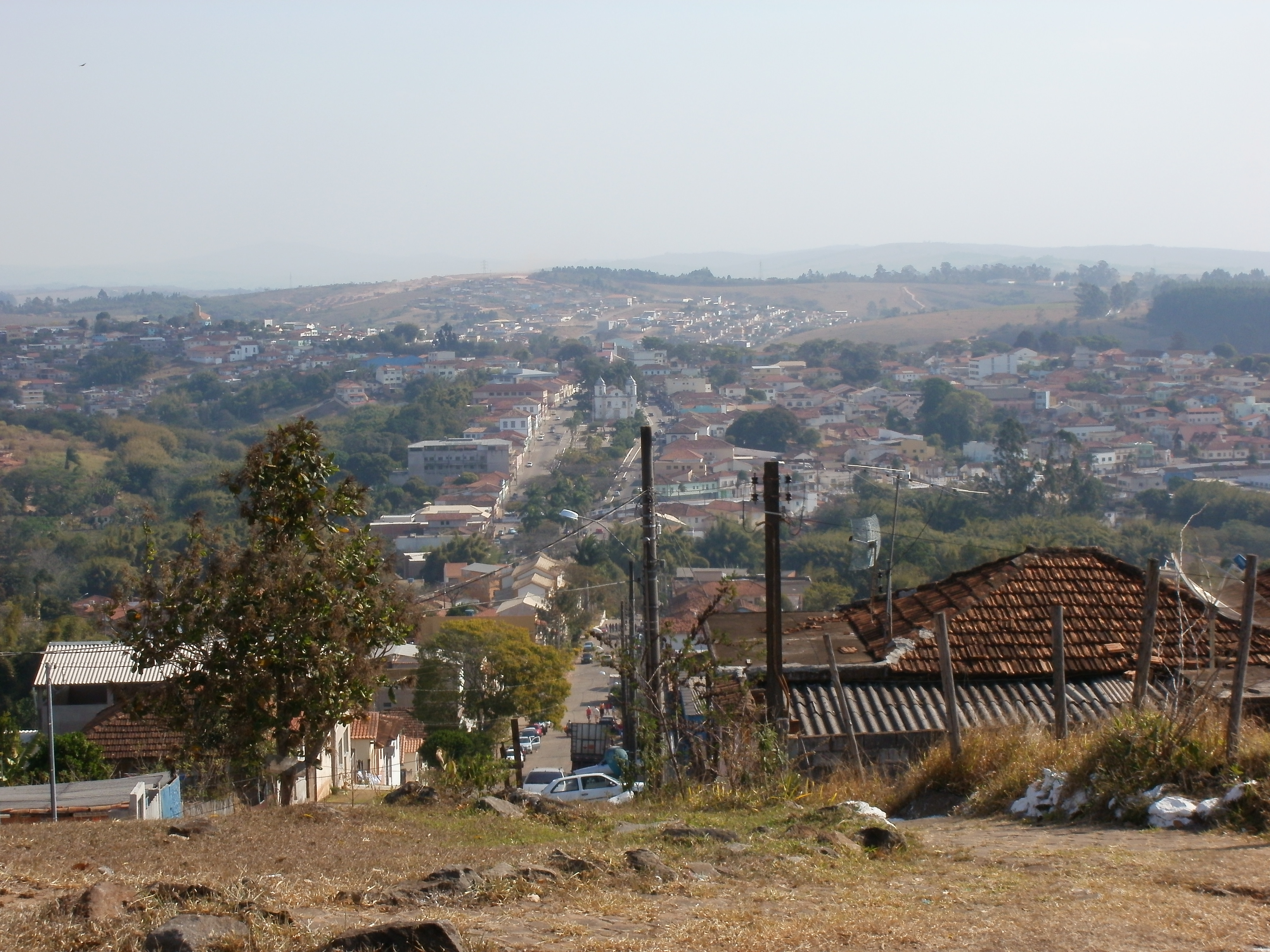
Vista parcial de Andrelândia.

La geografía de Andrelândia es homogénea. La ciudad tiene una topografía de relieve ondulado y una vegetación de mata atlántica. El área del municipio es de 1 004,536 km², lo que representa 0,1713 % del territorio minero, 0,1087% de la superficie de la región sudeste de Brasil y 0,0118% de todo el territorio brasileño. El relieve de Andrelandia es bien accidentado correspondiendo geomorfologicamente al Planalto Disecado del Alto Rio Grande, al Compartimento de la Sierra de la Mantiqueira y a la Depresión Río Aiuruoca, en el llamado Planalto Sul Mineiro. La ladera norte-izquierda de la sierra de la Mantiqueira, al sur de la ciudad, es la que determina la confluencia de sus aguas hacia el río Grande. La altitud máxima es de 1535 m en la sierra de la Naturaleza y la mínima es de 934 m en el río Aiuruoca. La sede se encuentra a una altitud de 1000 metros. En el municipio predomina un relieve que varía desde montañoso hasta ondulado. Cerca del 20% del territorio andrelandense es llano, el 20% de las tierras son montañosas, mientras que el 60% restantes son mares de cerros y montañas.

## Circunscripción eclesiástica
La parroquia local pertenece a la diócesis de São João del-Rei.